# Gabriella Cilmi
Gabriella Lucia Cilmi (Melbourne, 10 oktober 1991) is een Australische zangeres en songwriter van Albanese afkomst. Ze had onder meer een hit met het nummer Sweet About Me.

## Biografie
Gabriella Cilmi werd geboren in Melbourne, de tweede grootste stad van Australië, als dochter van emigranten uit Italië, die deel uitmaken van de Albanese gemeenschap in Calabrië.
In 2004 trok Cilmi de aandacht van medewerkers bij de platenmaatschappij Warner Music door op indrukwekkende wijze een cover te zingen van Jumpin' Jack Flash, een nummer van de Rolling Stones. Deze act deed de jonge zangeres op het Lygon Street Festa, een festival in Melbourne. Als gevolg hiervan tekende ze op dertienjarige leeftijd haar eerste contract.
Haar debuutsingle Sweet About Me bracht ze uit als zestienjarige en de single werd in Nederland in week 28 van 2008 verkozen tot de 777e  Megahit op de publieke popzender 3FM en tevens verkozen tot TMF Superclip. De single haalde de top drie in de hitlijsten van Nederland en België. Ook in andere landen deed Sweet About Me het goed in de hitlijsten. In thuisland Australië en Noorwegen heeft de single op 1 gestaan, terwijl ook in onder andere Duitsland, Oostenrijk, Zwitserland, Tsjechië, Hongarije, Slowakije,  Denemarken, het Verenigd Koninkrijk, Ierland, Zweden en Nieuw-Zeeland de top tien werd gehaald.

## Discografie

### Albums
| Album met eventuele hitnotering(en) in de Nederlandse Album Top 100 | Datum van verschijnen | Datum van binnenkomst | Hoogste positie | Aantal weken | Opmerkingen |
| ------------------------------------------------------------------- | --------------------- | --------------------- | --------------- | ------------ | ----------- |
| Lessons to Be Learned                                               | 24-06-2008            | 28-06-2008            | 9               | 41           |             |
| Ten                                                                 | 19-03-2010            | 27-03-2010            | 63              | 1            |             |

| Album met hitnotering(en) in de Vlaamse Ultratop 200 albums | Datum van verschijnen | Datum van binnenkomst | Hoogste positie | Aantal weken | Opmerkingen |
| ----------------------------------------------------------- | --------------------- | --------------------- | --------------- | ------------ | ----------- |
| Lessons to Be Learned                                       | 2008                  | 12-07-2008            | 26              | 19           |             |

### Singles

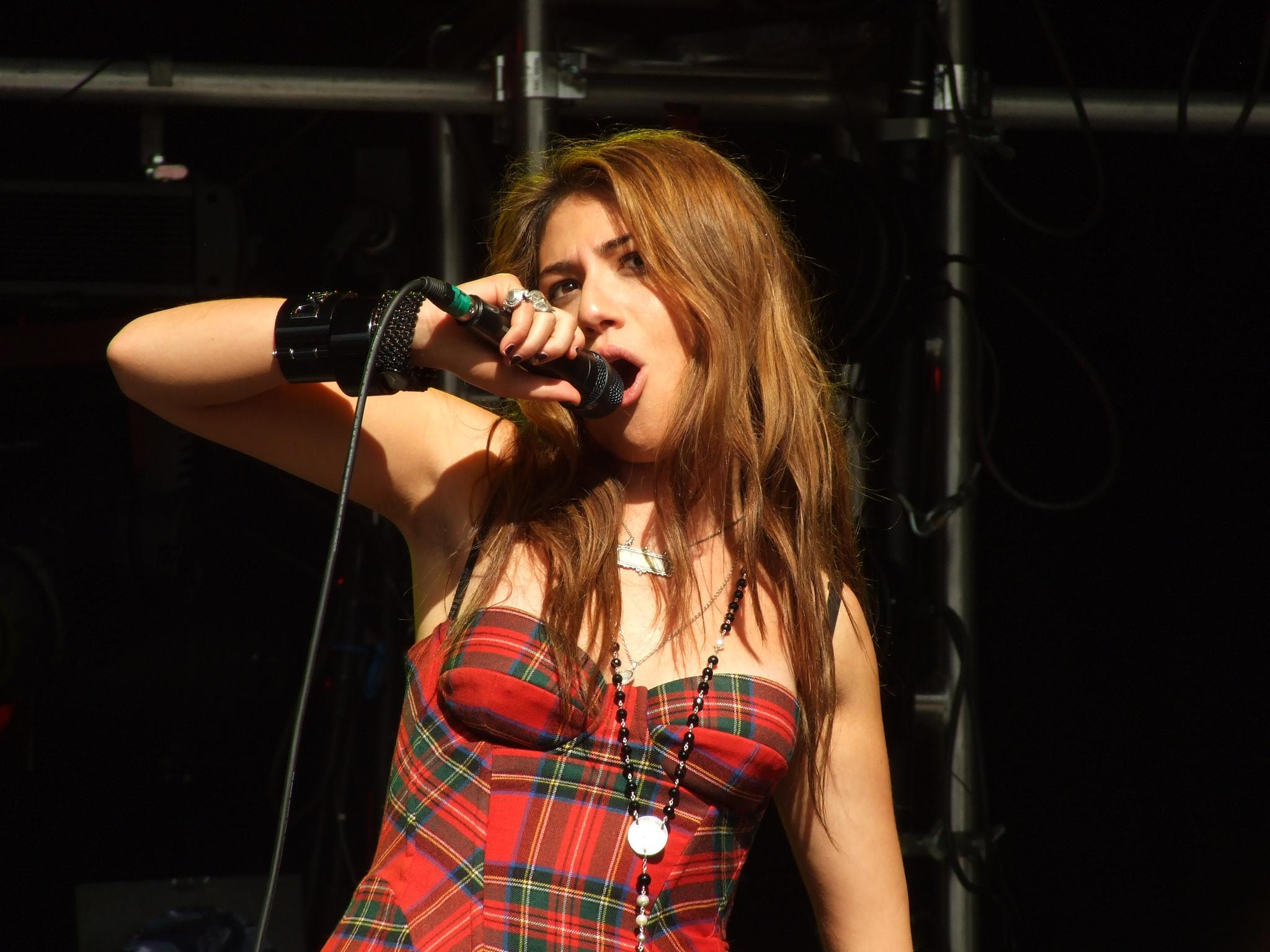
Gabriella Cilmi tijdens een optreden op het Godiva Festival in 2008

| Single met eventuele hitnotering(en) in de Nederlandse Top 40 | Datum van verschijnen | Datum van binnenkomst | Hoogste positie | Aantal weken | Opmerkingen |
| ------------------------------------------------------------- | --------------------- | --------------------- | --------------- | ------------ | ----------- |
| Sweet about me                                                | 2008                  | 12-07-2008            | 2               | 23           |             |
| Sanctuary                                                     | 2008                  | 29-11-2008            | tip2            | -            |             |
| On a mission                                                  | 2010                  | 20-03-2010            | 30              | 3            |             |

| Single met hitnotering(en) in de Vlaamse Ultratop 50 | Datum van verschijnen | Datum van binnenkomst | Hoogste positie | Aantal weken | Opmerkingen |
| ---------------------------------------------------- | --------------------- | --------------------- | --------------- | ------------ | ----------- |
| Sweet about me                                       | 2008                  | 19-07-2008            | 3               | 28           | Goud        |
| Sanctuary                                            | 2008                  | 06-12-2008            | tip8            | -            |             |
| On a mission                                         | 2010                  | 13-03-2010            | tip6            | -            |             |

### NPO Radio 2 Top 2000
| Nummer met noteringen in de NPO Radio 2 Top 2000 | '09  | '10  | '11  |
| ------------------------------------------------ | ---- | ---- | ---- |
| Sweet About Me                                   | 1098 | 1313 | 1756 |

1. ↑  Een vetgedrukt getal geeft de hoogste notering aan.
2. ↑  2009 was het eerste jaar met een notering voor dit nummer.
3. ↑  Deze tabel is bijgewerkt tot en met de meest recente editie (2024).